# Geckolepis typica
Geckolepis typica là một loài thằn lằn trong họ Gekkonidae. Loài này được Grandidier mô tả khoa học đầu tiên năm 1867.